# Ритчи, Джон
Джон Ритчи (англ. John Henry Ritchie; 12 июля 1941, Кеттеринг — 23 февраля 2007) — английский футболист, нападающий. Выступал в английских клубах «Кеттеринг Таун», «Сток Сити» и «Шеффилд Уэнсдей».

## Биография
Джон Ритчи родился в городе Кеттеринг 12 июля 1941. Начал карьеру в местном «Кеттеринг Таун», выступая на позиции нападающего. В 1962 году подписал контракт со «Сток Сити». В 1966 был продан в «Шеффилд Уэнсдей», где провёл три сезона и был возвращён обратно. В 1972 помог своему клубу завоевать самый серьёзный трофей в его истории — Кубок Футбольной лиги. Завершил карьеру в 1975 году, перенеся годом ранее перелом ноги. Является лучшим бомбардиром в истории «Стока» — 176 голов. За всю карьеру забил 261 гол в 529 играх.
Скончался в 2007 году.

## Достижения
Сток Сити
- Чемпион Второго дивизиона Футбольной лиги 1962-63
- Обладатель Кубка Футбольной лиги 1972
- Обладатель Кубка Уотни 1973
- Лучший бомбардир в истории «Сток Сити»: 176 голов